# Swiss Institute of Bioinformatics

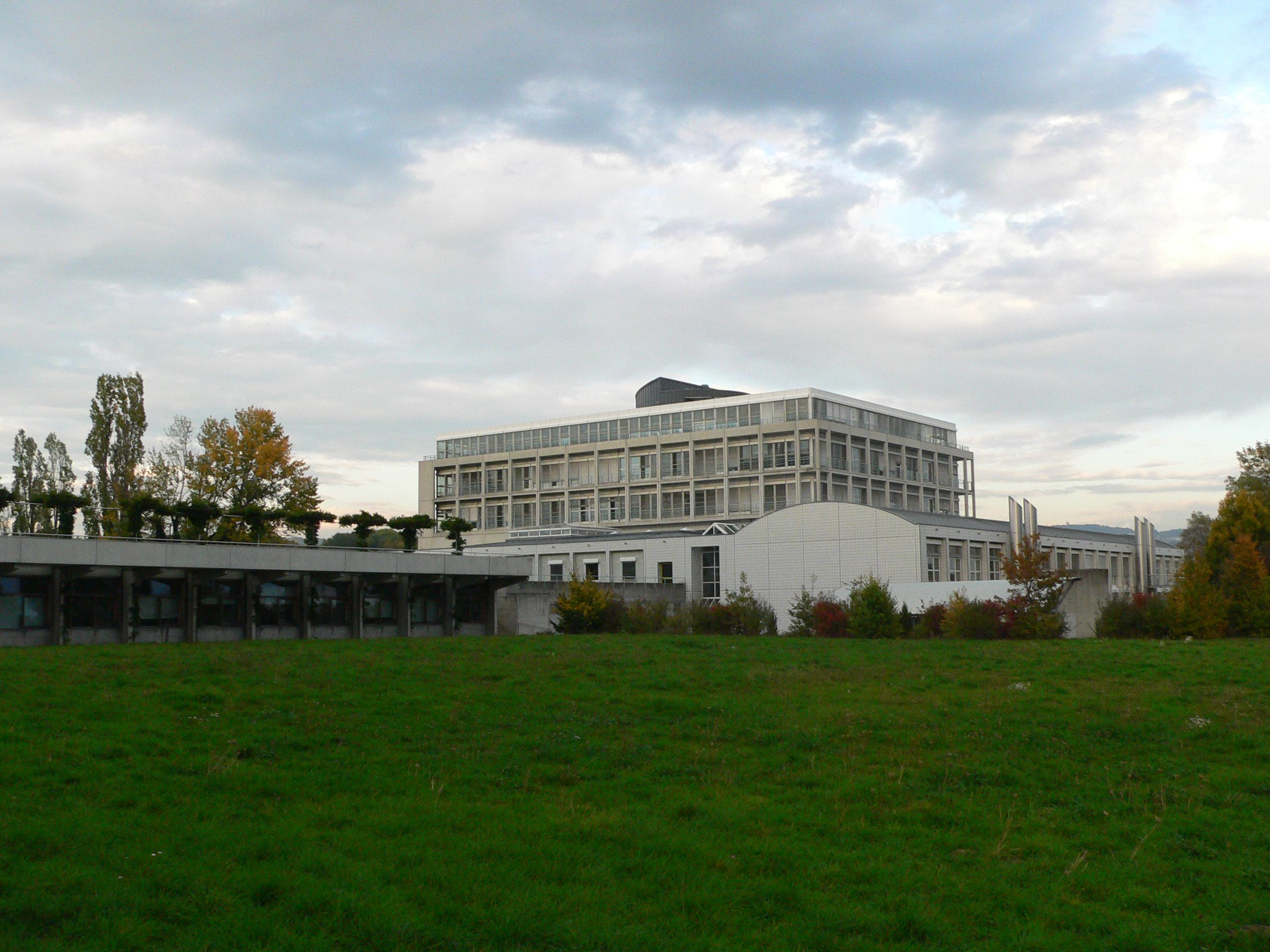
Das Gebäude Génopode der Universität Lausanne beherbergt das Zentrum für Integrative Genomik der Universität und die zentrale Verwaltung des Schweizerischen Instituts für Bioinformatik

Das Swiss Institute of Bioinformatics (SIB, französisch Institut suisse de bioinformatique, deutsch Schweizerisches Institut für Bioinformatik) ist ein Zusammenschluss von Bioinformatik-Forschungs- und Dienstleistungsgruppen der wichtigsten Schweizer Hochschulen und renommierter Schweizer Forschungsinstitute. Es ist eine gemeinnützige akademische Stiftung, die die Bioinformatik-Aktivitäten in der gesamten Schweiz bündelt. Das SIB wurde am 30. März 1998 eingerichtet. Seine Aufgabe ist es, der nationalen und internationalen Forschungsgemeinschaft zu den Biowissenschaften (Life-Science) benötigte Bioinformatik-Ressourcen in Bereichen wie Genomik, Proteomik und Systembiologie zur Verfügung zu stellen und den Bereich der Bioinformatik in der Schweiz zu leiten und zu koordinieren. Das SIB fördert insbesondere die Forschung, die Entwicklung von Datenbanken und Computertechnologien und ist an etlichen Lehr- und Dienstleistungstätigkeiten beteiligt.
Die Forschungsgruppen des SIB befinden sich in Lausanne (Hauptsitz), Genf, Zürich, Bern, Basel, Freiburg, Lugano, Bellinzona, Wädenswil und Yverdon-les-Bains.
Das SIB unterhält mehrere Bio-Datenbanken, darunter Swiss-Prot. Der Expasy-Server mit Spiegeln in mehreren Ländern auf der ganzen Welt ist der Proteinsequenzanalyse und der zweidimensionalen Proteinstruktur gewidmet.
Präsident des Instituts ist derzeit (August 2022) Felix Gutzwiller.
Der erste Direktor des Instituts war Victor Jongeneel, auf den zwischen 2001 und September 2007 Ernest Feytmans folgte. Ab Juli 2018 wurde das Institut von Christine Durinx und Ron Appel als Co-Direktoren (engl. Joint SIB Executive Directors) geleitet. Ab April 2022 wurde Christine Durinx durch Christophe Dessimoz als Co-Direktor ersetzt. Seit Oktober 2022 ist Christophe Dessimoz alleiniger Geschäftsführer, nachdem Ron Appel in den Ruhestand getreten ist.

## ViralZone
Vom SIB wird die ViralZone zur Verfügung gestellt, eine Online-Viren-Bibliothek mit Schwerpunkt auf Virus-Familien und -Gattungen, in der detaillierte Schemazeichnungen, Genomkarten und teilweise auch EM-Aufnahmen zur Verfügung gestellt werden.
Physikalisch gehört die ViralZone-Datenbank zu Expasy.
Die Virusdiagramme der ViralZone waren ursprünglich urheberrechtlich geschützt, werden aber inzwischen ausnahmslos unter einer Creative Commons Attribution 4.0 International License zur Verfügung gestellt.
Fast alle Schemazeichnungen liegen inzwischen als Vektorgrafik (svg-Format) vor.
Sie werden teilweise auch vom International Committee on Taxonomy of Viruses (ICTV) übernommen.

## SwissBioPics
SwissBioPics ist eine Sammlung von interaktiven Vektorgraphiken mit der Zellarchitektur verschiedene Organismengruppen, ebenfalls unter einer Creative Commons Attribution 4.0 International License zur Verfügung gestellt.